# Lame (microscopie)
Pour les articles homonymes, voir Lame.

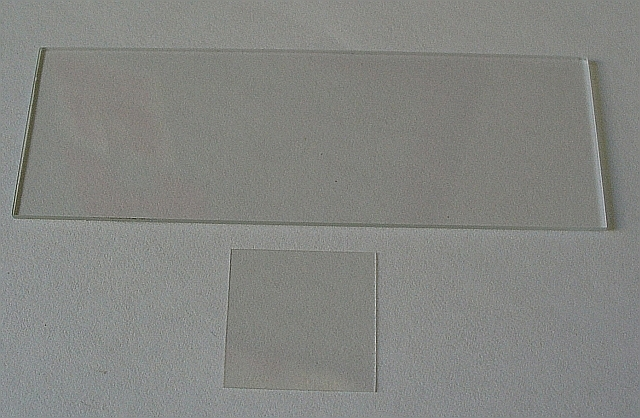
Une lame (en haut) et une lamelle (en bas).

Dimensions communes de lames (en mm).

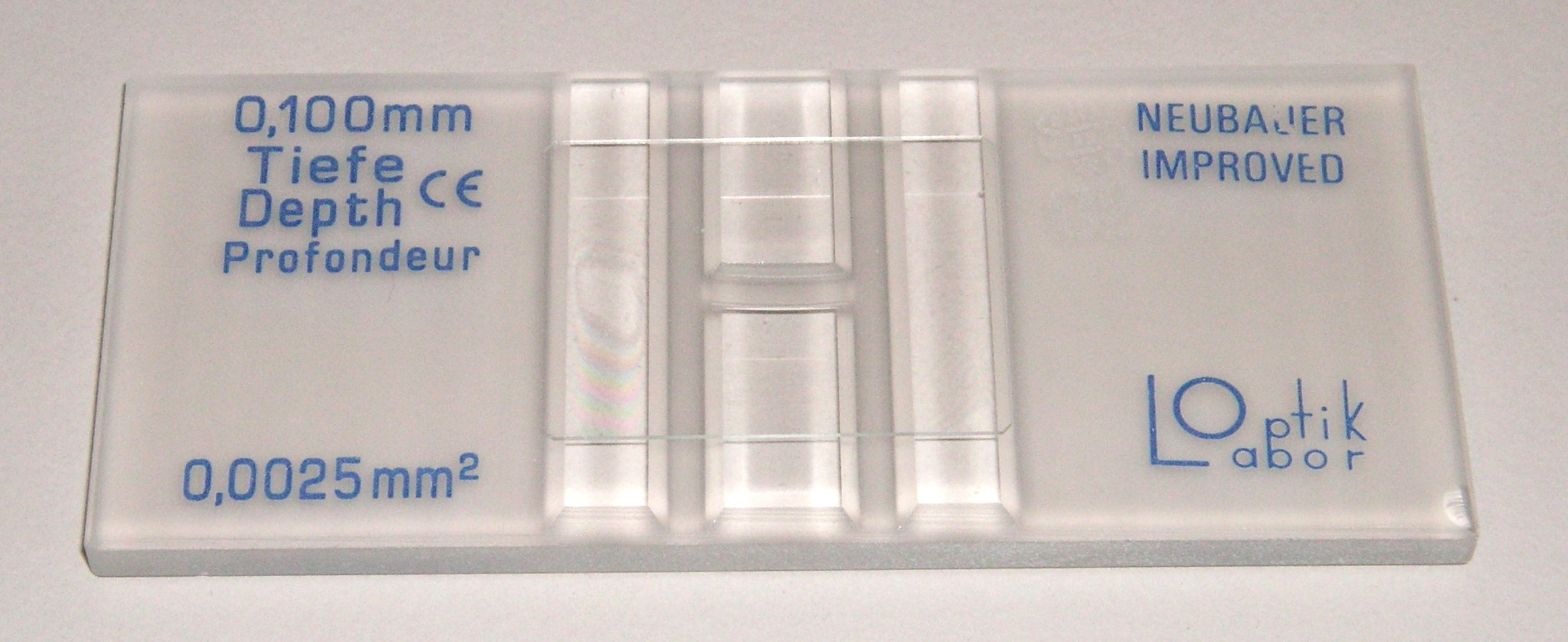
Lame spéciale permettant de compter des cellules au microscope.

Une lame est une petite plaque de verre utilisée pour poser et maintenir un échantillon préparé pour une observation au microscope.
L'échantillon est souvent protégé et maintenu davantage au moyen d'une lamelle placé sur lui.